# Антропогенные факторы
Антропогенные факторы (от др.-греч. ἄνθρωπος — человек, γένεσις — происхождение, лат. factor — дело) — экологические факторы, обусловленные различными формами влияния деятельности человека на природу.
Антропогенные факторы могут быть первичными, или прямыми (истребление, акклиматизация, интродукция), и вторичными, или косвенными (вырубка лесов, осушение болот, распашка земель и тому подобное). Экономическая деятельность современных людей охватывает не только поверхность и недра Земли, всю биосферу, но и околоземное пространство. Появление в 1980-х годах над Антарктикой «озоновых дыр», глобальное потепление климата (увеличение средней температуры на 0,5°С), таяние ледников, фактическое исчезновение Аральского моря — примеры влияния антропогенных факторов, что является частью современного научного консенсуса по изменению климата.
Первое систематическое рассмотрение губительного воздействия человека на природу содержится в книге Джорджа Марша «Человек и природа» (1864). Русский географ Пётр Кропоткин в XIX веке обратил внимание на то, как отступают с начала Промышленной революции ледники. В числе первых он призывал ограничить отстрел диких животных и вырубку лесов.